# Jules Bocandé
Jules François Bocandé (Ziguinchor, Senegal, 25 de noviembre de 1958 - Metz, Francia, 7 de mayo de 2012) fue un futbolista y entrenador de fútbol senegalés.
Durante los años que se desempeñó como futbolista estuvo considerado uno de los mejores goleadores de África.

## Muerte
Bocandé murió en Metz, Francia a los 53 años durante una operación.

## Clubes

### Como jugador
| Club                | País    | Año         | Partidos | Goles |
| Casa Sports         | Senegal | 1978 - 1980 | 58       | 9     |
| RFC Tournai         | Bélgica | 1980 - 1982 | 68       | 20    |
| RFC Seraing         | Bélgica | 1982 - 1984 | 58       | 20    |
| FC Metz             | Francia | 1984 - 1986 | 61       | 33    |
| Paris Saint-Germain | Francia | 1986 - 1987 | 38       | 6     |
| OGC Niza            | Francia | 1987 - 1991 | 98       | 25    |
| RC Lens             | Francia | 1991 - 1992 | 26       | 5     |
| Eendracht Aalst     | Bélgica | 1992 - 1993 | 6        | 3     |

### Como Entrenador
| Club          | País    | Año         |
| ------------- | ------- | ----------- |
| Senegal       | Senegal | 1994 - 1995 |
| Steve Biko FC | Senegal | 1999 - 2000 |